# Galería De Bono
La Galería De Bono (en italiano: Galleria De Bono) es una galería comercial de la ciudad de Trípoli en Libia.

## Historia
El edificio fue construido en la época de la Libia italiana.

## Descripción
La galería tiene la forma de un gran octágono al que se puede acceder a través de cuatro entradas especulares, cuyas principales conectan la galería con la antigua via Costanzo Ciano y el antiguo corso Vittorio Emanuele. La gran plaza de la galería, hoy en día sin techos, originalmente estaba coronada por una estructura de acero y vidrio.